# Eugénia da Conceição-Heldt

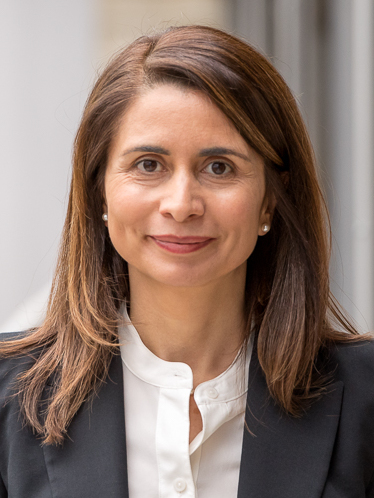
Eugénia da Conceição-Heldt (2016)

Eugénia da Conceição-Heldt (* 1970) ist eine portugiesisch-deutsche Politikwissenschaftlerin. Sie ist Professorin für European and Global Governance an der Technischen Universität München. Von 2016 bis 2021 war sie Reformrektorin der Hochschule für Politik München an der Technischen Universität München und Gründungsdekanin der TUM School of Governance. Ihre Forschungsschwerpunkte sind Europäische Integration, Übertragung von Kompetenzen an internationale Organisationen, Global Economic Governance, Zwei-Ebenen-Ansatz, Verhandlungsanalyse, Principal-Agent-Ansatz, Macht und Accountability von europäischen und internationalen Organisationen, sowie politische und technologische Disruptionen.

## Leben
Nach dem Studium der Politikwissenschaft an der Technischen Universität Lissabon und der Freien Universität zu Berlin zwischen 1994 und 1998 sowie dem Abschluss als M.A. European Studies (1999–2000) war da Conceição-Heldt zwischen 2000 und 2002 wissenschaftliche Mitarbeiterin, Dozentin und Doktorandin an der Freien Universität zu Berlin. 2002 promovierte sie am Fachbereich Politik- und Sozialwissenschaften der Freien Universität Berlin. Zwischen 2003 und 2007 war die Politikwissenschaftlerin Wissenschaftliche Assistentin für Vergleichende Analyse politischer Systeme am Institut für Sozial- und Politikwissenschaft der Humboldt-Universität Berlin. Im akademischen Jahr 2007/2008 war sie Jean-Monnet-Fellow am Robert Schuman Center for Advanced Studies am Europäischen Hochschulinstitut.
Nachdem da Conceição-Heldt im Jahr 2009 am Institut für Sozial- und Politikwissenschaft der Humboldt-Universität zu Berlin habilitierte, war sie Gast-Fellow am Centre for European Studies (Carleton University; 2009). Es folgte eine Gastprofessur in Vergleichender Politikwissenschaft am Institut für Sozialwissenschaft der Heinrich-Heine-Universität Düsseldorf (2009–2010), die Ablehnung des Rufes auf die Professur in Politikwissenschaft an der Universität für Sozial- und Geisteswissenschaften Warschau (2010), eine Gastprofessur für Internationale Beziehungen und Europäische Integration an der Freien Universität Berlin (2010–2011) sowie die Ablehnung des Rufes für eine Gastprofessur im Fachbereich Europäische Integration am Institut für Sozial- und Politikwissenschaft der Humboldt-Universität zu Berlin (2011). Zwischen 2011 und 2012 war die Politikwissenschaftlerin Heisenberg-Fellow am Wissenschaftszentrum Berlin für Sozialforschung in Forschungseinheit Transnationale Konflikte und internationale Institutionen unter der Leitung von Michael Zürn.
Dem Ruf auf eine W3-Professur der Technischen Universität Dresden folgend, war Eugénia da Conceição-Heldt ab 2012 Inhaberin der Professur für Internationale Politik am Institut für Politikwissenschaft der Philosophischen Fakultät. Im Juni 2014 erhielt sie einen Ruf auf eine W3-Professur an die Universität Trier, welchen sie im Dezember 2014 ablehnte. Zwischen September und Dezember 2015 war sie als Visiting Fellow mit einem Fulbright-Stipendium am Center for European Studies der Harvard University tätig. Zum 1. Juli 2016 übernahm da Conceição-Heldt den Lehrstuhl für European and Global Governance an der Hochschule für Politik München an der Technischen Universität München. Von 2016 bis 2021 war sie Reformrektorin der Hochschule für Politik München und Gründungsdekanin der TUM School of Governance. Von Februar bis Juni 2022 war sie Gastprofessorin (Visiting Research Scholar) an der School of Public and International Affairs der Princeton University.
Für ihre Forschung konnte da Conceição-Heldt bereits zahlreiche renommierte nationale und internationale Drittmittelprojekte einwerben, u. a. von der Deutschen Forschungsgemeinschaft (DFG) und dem Europäischen Forschungsrat (ERC). Das vom ERC mit 1,3 Millionen Euro geförderte Projekt DELPOWIO untersuchte die Delegation von Kompetenzen an internationalen Organisationen aus einer Prinzipal-Agenten und historisch-institutionalistischen Perspektive. 2022 wurde da Conceição-Heldt mit dem renommierten Carl von Linde Fellowship von der Technischen Universität München ausgezeichnet. Das Carl von Linde Fellowship würdigt herausragende, international anerkannte Forschungsleistungen und ist mit 250.000 Euro dotiert.
Sie hat mehr als 35 peer-reviewed Zeitschriftenartikel, vier Monographien publiziert und eine Reihe von Sonderheften (special issues) in peer-reviewed Zeitschriften herausgegeben. Ihre Arbeiten wurden unter anderem in folgenden Zeitschriften veröffentlicht: Review of International Political Economy, Regulation & Governance, Government & Opposition, European Union Politics, Journal of Common Market Studies, Journal of European Public Policy, Journal of European Integration, Negotiation Journal, International Negotiations, International Politics, Journal of Comparative Policy Analysis, Global Policy, Global Governance, Cooperation and Conflict und Politische Vierteljahresschrift.

## Auszeichnungen
- 1998: Europa-Preis des Vereins Berliner Kaufleute und Industrieller e.V. für besondere wissenschaftliche Leistungen auf dem Gebiet der Europaforschung
- 2007–2008: Jean Monnet Fellowship, Europäisches Hochschulinstitut Florenz
- 2009: Calouste Gulbenkian Fellowship, Johns Hopkins University, School of Advanced International Studies, Washington D.C. (abgelehnt)
- 2010: Heisenberg-Stipendium, Deutsche Forschungsgemeinschaft
- 2012: Consolidator Grant vom Europäischen Forschungsrat (ERC) in Höhe von 1,3 Millionen Euro
- 2015: Fulbright Fellowship at the Center for European Studies, Harvard University[5]
- 2019: Medaille für besondere Verdienste um Bayern in einem Vereinten Europa[15]
- 2022: Gastprofessur an der Princeton University, School of Public and International Affairs[9]
- 2022: Carl von Linde Fellowship des Institute for Advanced Study an der Technischen Universität München

## Publikationen (Auswahl)
- 2010: Who Controls Whom? Dynamics of Power Delegation and Agency Losses in EU Trade Politics, Journal of Common Market Studies 48(5): 1107–1126.
- 2011: Negotiating Trade Liberalization at the WTO: Domestic Politics and Bargaining Dynamics, Basingstoke: Palgrave Macmillan, ISBN 978-1-349-32405-7.
- 2013: Do Agents “Run Amok”? Agency Slack in the EU and US Trade Policy in the Doha Round, Journal of Comparative Policy Analysis 15(1): 21–36.
- 2014: Speaking with a Single Voice: Internal Cohesiveness and External Effectiveness of the EU in Global Governance, Journal of European Public Policy 21(7): 961–979 (mit Sophie Meunier).
- 2015: Internationale Organisationen: Autonomie, Politisierung, interorganisationale Beziehungen und Wandel, Nomos, Baden-Baden, ISBN 978-3-8487-0484-2 (mit Martin Koch, Andrea Liese).
- 2017: Shaping Global Trade Governance Rules: New Powers’ Hard and Soft Strategies of Influence at the WTO, European Foreign Affairs Review.
- 2017: Measuring the Empowerment of International Organizations: The Evolution of Financial and Staff Capabilities, Global Policy (mit Henning Schmidtke).
- 2019: Explaining coherence in international regime complexes: How the World Bank shapes the field of multilateral development finance, Review of International Political Economy, 26:6, 1160-1186 (with Henning Schmidtke).
- 2019: Legacies and innovations in global economic governance since Bretton Woods, Review of International Political Economy 26(6): 1089-1111 (with Orfeo Fioretos).
- 2021: Orchestrating Private Investors for Development: How the World Bank Revitalizes, Regulation & Governance, First view (mit Thomas Dörfler).
- 2021: The (self-)empowerment of the European Central Bank during the sovereign debt crisis, Journal of European Integration 43(1): 83-98 (mit Tony Mueller).
- 2022: The Limits of Transparency: Expert Knowledge and Meaningful Accountability in Central Banking, Government & Opposition, 57(2), 217-232 (mit Lisa Herzog).